# L'Omnibus des toqués blancs et noirs
Pour plus de détails, voir Fiche technique et Distribution.
L'Omnibus des toqués blancs et noirs est un court métrage français réalisé par Georges Méliès, sorti en 1901, au début du cinéma muet.

## Fiche technique
- Titre : L'Omnibus des toqués blancs et noirs (ou : L'Omnibus des toqués)
- Réalisation : Georges Méliès
- Société de production : Star Film
- Pays de production :  France
- Format : noir et blanc — film muet
- Durée : 1 minute
- Licence : Domaine public[1]